# Lac Eka Kasapit
Lac Eka Kasapit är en sjö i Kanada.   Den ligger i regionen Mauricie och provinsen Québec, i den sydöstra delen av landet, 400 km norr om huvudstaden Ottawa. Lac Eka Kasapit ligger 425 meter över havet. Arean är 0,24 kvadratkilometer. Den sträcker sig 1,7 kilometer i nord-sydlig riktning, och 0,7 kilometer i öst-västlig riktning.
I omgivningarna runt Lac Eka Kasapit växer i huvudsak blandskog. Trakten runt Lac Eka Kasapit är nära nog obefolkad, med mindre än två invånare per kvadratkilometer.